# クリティクス・チョイス・テレビジョン・アワード ドラマシリーズ主演男優賞
クリティクス・チョイス・テレビジョン・アワード ドラマシリーズ主演男優賞（クリティクス・チョイス・テレビジョン・アワード ドラマシリーズしゅえんだんゆうしょう、Critics' Choice Television Award for Best Actor in a Drama Series）は、クリティクス・チョイス・テレビジョン・アワードの賞であり、クリティクス・チョイス・アソシエーションがその年の優れたドラマシリーズの主演男優に贈るテレビ賞である。

## 受賞結果

### 2010年代
| 年      | 俳優                      | 作品                                | 役名                                     | 出典        |
| ------- | ------------------------- | ----------------------------------- | ---------------------------------------- | ----------- |
| 2010/11 | ジョン・ハム              | マッドメン                          | ドン・ドレイパー                         | [ 1 ]       |
| 2010/11 | スティーヴ・ブシェミ      | ボードウォーク・エンパイア 欲望の街 | イーノック・"ナッキー"・トンプソン       | [ 1 ]       |
| 2010/11 | カイル・チャンドラー      | フライデー・ナイト・ライツ          | エリック・テイラー                       | [ 1 ]       |
| 2010/11 | マイケル・C・ホール       | デクスター 警察官は殺人鬼           | デクスター・モーガン                     | [ 1 ]       |
| 2010/11 | ウィリアム・H・メイシー   | シェイムレス 俺たちに恥はない       | フランク・ギャラガー                     | [ 1 ]       |
| 2010/11 | ティモシー・オリファント  | JUSTIFIED 俺の正義                  | レイラン・ギヴンズ                       | [ 1 ]       |
| 2011/12 | ブライアン・クランストン  | ブレイキング・バッド                | ウォルター・ホワイト                     | [ 2 ] [ 3 ] |
| 2011/12 | ケルシー・グラマー        | Boss                                | トム・ケイン                             | [ 2 ] [ 3 ] |
| 2011/12 | ジョン・ハム              | マッドメン                          | ドン・ドレイパー                         | [ 2 ] [ 3 ] |
| 2011/12 | チャーリー・ハナム        | サンズ・オブ・アナーキー            | ジャクソン・“ジャックス“・テラー         | [ 2 ] [ 3 ] |
| 2011/12 | ダミアン・ルイス          | HOMELAND                            | ニコラス・ブロディ                       | [ 2 ] [ 3 ] |
| 2011/12 | ティモシー・オリファント  | JUSTIFIED 俺の正義                  | レイラン・ギヴンズ                       | [ 2 ] [ 3 ] |
| 2012/13 | ブライアン・クランストン  | ブレイキング・バッド                | ウォルター・ホワイト                     | [ 4 ] [ 5 ] |
| 2012/13 | ダミアン・ルイス          | HOMELAND                            | ニコラス・ブロディ                       | [ 4 ] [ 5 ] |
| 2012/13 | アンドリュー・リンカーン  | ウォーキング・デッド                | リック・グライムス                       | [ 4 ] [ 5 ] |
| 2012/13 | ティモシー・オリファント  | JUSTIFIED 俺の正義                  | レイラン・ギヴンズ                       | [ 4 ] [ 5 ] |
| 2012/13 | マシュー・リス            | ジ・アメリカンズ                    | フィリップ・ジェニングス                 | [ 4 ] [ 5 ] |
| 2012/13 | ケヴィン・スペイシー      | ハウス・オブ・カード 野望の階段     | フランク・アンダーウッド                 | [ 4 ] [ 5 ] |
| 2013/14 | マシュー・マコノヒー      | TRUE DETECTIVE                      | ラスト・コール                           | [ 6 ] [ 7 ] |
| 2013/14 | ブライアン・クランストン  | ブレイキング・バッド                | ウォルター・ホワイト                     | [ 6 ] [ 7 ] |
| 2013/14 | ヒュー・ダンシー          | ハンニバル                          | ウィル・グレアム                         | [ 6 ] [ 7 ] |
| 2013/14 | フレディ・ハイモア        | ベイツ・モーテル                    | ノーマン・ベイツ                         | [ 6 ] [ 7 ] |
| 2013/14 | マシュー・リス            | ジ・アメリカンズ                    | フィリップ・ジェニングス                 | [ 6 ] [ 7 ] |
| 2013/14 | マイケル・シーン          | マスターズ・オブ・セックス          | ウィリアム・マスターズ                   | [ 6 ] [ 7 ] |
| 2014/15 | ボブ・オデンカーク        | ベター・コール・ソウル              | ソウル・グッドマン                       | [ 8 ] [ 9 ] |
| 2014/15 | フレディ・ハイモア        | ベイツ・モーテル                    | ノーマン・ベイツ                         | [ 8 ] [ 9 ] |
| 2014/15 | チャーリー・ハナム        | サンズ・オブ・アナーキー            | ジャクソン・“ジャックス“・テラー         | [ 8 ] [ 9 ] |
| 2014/15 | ティモシー・オリファント  | JUSTIFIED 俺の正義                  | レイラン・ギヴンズ                       | [ 8 ] [ 9 ] |
| 2014/15 | マシュー・リス            | ジ・アメリカンズ                    | フィリップ・ジェニングス                 | [ 8 ] [ 9 ] |
| 2014/15 | エイデン・ヤング          | レクティファイ 再生                 | ダニエル・ホールデン                     | [ 8 ] [ 9 ] |
| 2015    | ラミ・マレック            | MR. ROBOT/ミスター・ロボット        | エリオット・オルダーソン                 | [ 10 ]      |
| 2015    | ヒュー・ダンシー          | ハンニバル                          | ウィル・グレアム                         | [ 10 ]      |
| 2015    | クライヴ・オーウェン      | The Knick/ザ・ニック                | ジョン・サッカリー                       | [ 10 ]      |
| 2015    | リーヴ・シュレイバー      | レイ・ドノヴァン ザ・フィクサー     | レイ・ドノヴァン                         | [ 10 ]      |
| 2015    | ジャスティン・セロー      | LEFTOVERS/残された世界              | ケヴィン・ガーヴィ                       | [ 10 ]      |
| 2015    | エイデン・ヤング          | レクティファイ 再生                 | ダニエル・ホールデン                     | [ 10 ]      |
| 2016    | ボブ・オデンカーク        | ベター・コール・ソウル              | ソウル・グッドマン                       | [ 11 ]      |
| 2016    | サム・ヒューアン          | アウトランダー                      | ジェイミー・フレイザー                   | [ 11 ]      |
| 2016    | ラミ・マレック            | MR. ROBOT/ミスター・ロボット        | エリオット・オルダーソン                 | [ 11 ]      |
| 2016    | マシュー・リス            | ジ・アメリカンズ                    | フィリップ・ジェニングス                 | [ 11 ]      |
| 2016    | リーヴ・シュレイバー      | レイ・ドノヴァン ザ・フィクサー     | レイ・ドノヴァン                         | [ 11 ]      |
| 2016    | ケヴィン・スペイシー      | ハウス・オブ・カード 野望の階段     | フランク・アンダーウッド                 | [ 11 ]      |
| 2017    | スターリング・K・ブラウン | THIS IS US/ディス・イズ・アス       | ランダル・ピアソン                       | [ 12 ]      |
| 2017    | ポール・ジアマッティ      | ビリオンズ                          | チャールズ・"チャック"・ローズ           | [ 12 ]      |
| 2017    | フレディ・ハイモア        | ベイツ・モーテル                    | ノーマン・ベイツ                         | [ 12 ]      |
| 2017    | イアン・マクシェーン      | アメリカン・ゴッズ                  | ミスター・ウェンズデイ                   | [ 12 ]      |
| 2017    | ボブ・オデンカーク        | ベター・コール・ソウル              | ソウル・グッドマン                       | [ 12 ]      |
| 2017    | リーヴ・シュレイバー      | レイ・ドノヴァン ザ・フィクサー     | レイ・ドノヴァン                         | [ 12 ]      |
| 2018    | マシュー・リス            | ジ・アメリカンズ                    | フィリップ・ジェニングス                 | [ 13 ]      |
| 2018    | フレディ・ハイモア        | グッド・ドクター 名医の条件         | ショーン・マーフィー                     | [ 13 ]      |
| 2018    | ディエゴ・ルナ            | ナルコス:メキシコ編                 | ミゲル・アンヘル・フェリクス・ガジャルド | [ 13 ]      |
| 2018    | リチャード・マッデン      | ボディガード -守るべきもの-         | デイビッド・バッド                       | [ 13 ]      |
| 2018    | ボブ・オデンカーク        | ベター・コール・ソウル              | ソウル・グッドマン                       | [ 13 ]      |
| 2018    | ビリー・ポーター          | POSE/ポーズ                         | プレイ・テル                             | [ 13 ]      |
| 2018    | マイロ・ヴィンティミリア  | THIS IS US/ディス・イズ・アス       | ジャック・ピアソン                       | [ 13 ]      |
| 2019    | ジェレミー・ストロング    | メディア王 〜華麗なる一族〜         | ケンダル・ロイ                           | [ 14 ]      |
| 2019    | スターリング・K・ブラウン | THIS IS US/ディス・イズ・アス       | ジャック・ピアソン                       | [ 14 ]      |
| 2019    | マイク・コルター          | イーヴィル: 超常現象捜査ファイル    | デヴィッド・アコスタ                     | [ 14 ]      |
| 2019    | ポール・ジアマッティ      | ビリオンズ                          | チャールズ・"チャック"・ローズ           | [ 14 ]      |
| 2019    | キット・ハリントン        | ゲーム・オブ・スローンズ            | ジョン・スノウ                           | [ 14 ]      |
| 2019    | フレディ・ハイモア        | グッド・ドクター 名医の条件         | ショーン・マーフィー                     | [ 14 ]      |
| 2019    | トビアス・メンジーズ      | ザ・クラウン                        | エディンバラ公爵フィリップ王配           | [ 14 ]      |
| 2019    | ビリー・ポーター          | POSE/ポーズ                         | プレイ・テル                             | [ 14 ]      |

### 2020年代
| 年   | 俳優                      | 作品                                         | 役名                   | 出典   |
| ---- | ------------------------- | -------------------------------------------- | ---------------------- | ------ |
| 2020 | ジョシュ・オコナー        | ザ・クラウン                                 | チャールズ皇太子       | [ 15 ] |
| 2020 | ジェイソン・ベイトマン    | オザークへようこそ                           | マーティ・バード       | [ 15 ] |
| 2020 | スターリング・K・ブラウン | THIS IS US/ディス・イズ・アス                | ジャック・ピアソン     | [ 15 ] |
| 2020 | ジョナサン・メジャース    | ラヴクラフトカントリー 恐怖の旅路            | アティカス・フリーマン | [ 15 ] |
| 2020 | ボブ・オデンカーク        | ベター・コール・ソウル                       | ソウル・グッドマン     | [ 15 ] |
| 2020 | マシュー・リス            | ペリー・メイスン                             | ペリー・メイスン       | [ 15 ] |
| 2021 | イ・ジョンジェ            | イカゲーム                                   | ソン・ギフン           | [ 16 ] |
| 2021 | スターリング・K・ブラウン | THIS IS US/ディス・イズ・アス                | ジャック・ピアソン     | [ 16 ] |
| 2021 | マイク・コルター          | イーヴィル: 超常現象捜査ファイル             | デヴィッド・アコスタ   | [ 16 ] |
| 2021 | ブライアン・コックス      | メディア王 〜華麗なる一族〜                  | ローガン・ロイ         | [ 16 ] |
| 2021 | ジェレミー・ストロング    | メディア王 〜華麗なる一族〜                  | ケンダル・ロイ         | [ 16 ] |
| 2021 | ビリー・ポーター          | POSE/ポーズ                                  | プレイ・テル           | [ 16 ] |
| 2022 | ボブ・オデンカーク        | ベター・コール・ソウル                       | ソウル・グッドマン     | [ 17 ] |
| 2022 | ジェフ・ブリッジス        | ザ・オールドマン 元CIAの葛藤                 | ダン・チェイス         | [ 17 ] |
| 2022 | スターリング・K・ブラウン | THIS IS US/ディス・イズ・アス                | ジャック・ピアソン     | [ 17 ] |
| 2022 | ディエゴ・ルナ            | キャシアン・アンドー                         | キャシアン・アンドー   | [ 17 ] |
| 2022 | アダム・スコット          | セヴェランス                                 | マーク・S              | [ 17 ] |
| 2022 | アントニー・スター        | ザ・ボーイズ                                 | ホームランダー         | [ 17 ] |
| 2023 | キーラン・カルキン        | メディア王 〜華麗なる一族〜                  | ローマン・ロイ         | [ 18 ] |
| 2023 | トム・ヒドルストン        | ロキ                                         | ロキ                   | [ 18 ] |
| 2023 | ティモシー・オリファント  | JUSTIFIED 俺の正義:クライムシティ デトロイト | レイラン・ギヴンズ     | [ 18 ] |
| 2023 | ペドロ・パスカル          | THE LAST OF US                               | ジョエル・ミラー       | [ 18 ] |
| 2023 | ラモン・ロドリゲス        | GBI特別捜査官 ウィル・トレント               | ウィル・トレント       | [ 18 ] |
| 2023 | ジェレミー・ストロング    | メディア王 〜華麗なる一族〜                  | ケンダル・ロイ         | [ 18 ] |
| 2024 | 真田広之                  | SHOGUN 将軍                                  | 吉井虎永               | [ 19 ] |
| 2024 | ジェフ・ブリッジス        | ザ・オールドマン〜元CIAの葛藤                | ダン・チェイス         | [ 19 ] |
| 2024 | チュティ・ガトゥ          | ドクター・フー                               | 15代目ドクター         | [ 19 ] |
| 2024 | エディ・レッドメイン      | The Day of the Jackal                        | ジャッカル             | [ 19 ] |
| 2024 | ルーファス・シーウェル    | ザ・ディプロマット                           | ハル・ワイラー         | [ 19 ] |
| 2024 | アントニー・スター        | ザ・ボーイズ                                 | ホームランダー         | [ 19 ] |